# Вегетативное состояние
Вегетати́вное состоя́ние, или вегетати́вная жи́знь (от лат. vegetatio — возбуждение, от лат. vegetativus — растительный) — отсутствие возможности к самопроизвольной психической активности (декортикация) из-за обширного повреждения или дисфункции полушарий головного мозга с сохранением деятельности диэнцефальной области и ствола мозга, сохраняющих вегетативные и двигательные рефлексы. Более 35 000 человек, включая 10 000 детей, находятся в вегетативном состоянии только в США.

## Причины
Различные диффузные поражения головного мозга могут сопровождаться преходящим вегетативным состоянием. Оно может определяться как постоянное, если продолжается более 4 недель. Данное состояние может стать последствием неудавшейся попытки суицида. Наиболее частыми причинами персистирующего (постоянного) вегетативного состояния являются тяжёлая черепно-мозговая травма или глобальная аноксия (кислородное голодание) мозга (например, при остановке сердца или повешении). Приказ Минздрава СССР от 17.02.1987 N 236 регламентировал правовой статус больных, находящихся в вегетативном состоянии, следующим образом:

Несмотря на необратимое повреждение высших отделов мозга, необратимое нарушение или утрату сознания, больной является живым существом со всеми вытекающими из этого последствиями, касающимися его прав и обязанностей лечащих его врачей.

## Прогноз
Лишь у небольшого числа больных возможно частичное восстановление сознания, если вегетативное состояние продолжается более шести месяцев. У 50% взрослых больных сознание возвращается в течение первых 6 месяцев после черепно-мозговой травмы и, как правило, сопровождается перманентным (постоянным) нарушением функции мозга, приводящим к инвалидности. После 6 месяцев шансы к выздоровлению прогрессивно уменьшаются. Только 10–15% больных с аноксией мозга приходят в сознание, если остановка сердца произошла в госпитале, и 5% больных с остановкой сердца вне больничных условий. Около 60% детей приходят в сознание в течение первого года после травмы мозга, однако после аноксического повреждения мозга прогноз не отличается от взрослых больных. Только незначительное число больных, пришедших в сознание спустя 6 месяцев, способны обслуживать себя самостоятельно. В последнее время рассматривается такой метод лечения, как транскраниальная стимуляция головного мозга. Ожидается, что с его помощью выживаемость будет гораздо больше.
Известен случай, когда у парализованного больного, находившегося в вегетативном состоянии более 10 лет, с помощью функциональной МРТ были обнаружены признаки сознательной деятельности — больной слышал вопросы врачей и пытался отвечать на них, «подстраивая» активность различных областей мозга.

## Лечение
Лечение малоэффективно. Возможно применение инъекций ноотропов, витаминов. Для восстановления функций в стабильной стадии могут применяться антихолинэстеразные препараты, психостимуляторы, мемантин.